# Прапор Балтського району
Пра́пор Ба́лтського райо́ну — офіційний символ Балтського району Одеської області, затверджений 12 жовтня 2012 року рішенням № 231-6 сесії Балтської районної ради.

## Опис
Прапор являє собою прямокутне полотнище з вертикальним кріпленням в пропорції 2:3, розділене на три смуги — синю, жовту та чорну. Верхня синя смуга — від верхнього древкового кута до середини вільної сторони прапора, нижня чорна — від середини вертикального кріплення до нижнього правого кута прапора, жовта — середня смуга, нижня частина середньої жовтої смуги стінозубчата та має 7 зубців.

## Символіка
- Синій — краса, духовність, а також розвиток, рух вперед, надія.
- Золотий колір — символ справедливості, милосердя, сили, добробуту.
- Чорний символізує скромність, мудрість, постійність у випробуваннях.

Чорна смуга на прапорі означає чорне поле (чорнозем), а зубці — захисний вал — є спадкоємним символом Балтського повіту Подільської губернії й віддзеркалює давнє стратегічне значення Балтщини, яка в XV — XVIII ст. була пограниччям між Турецькою імперією та Річчю Посполитою. Балтським повітом також проходила межа між природно-географічними зонами: лісостеповою та степовою.
Використання традиційних ще з XV ст. для Поділля жовтої та синьої тинктур засвідчує історико-етнографічну приналежність Балтщини. Синій колір — як один з основних в гербі сучасної Одеської області — символізує також адміністративне підпорядкування Балтського району.